# Pomarańcze (album)
Pomarańcze – drugi album polskiego zespołu muzycznego Siedem, wydany 19 maja 2003 roku nakładem wrocławskiej wytwórni muzycznej Luna Music. Album zawiera 12 premierowych kompozycji zespołu. 
Wydawnictwo promował singel „Siedem minut”, natomiast utwór „Pomarańcze” dotarł do 31. miejsca Listy Przebojów Programu Trzeciego.

## Lista utworów
Opracowano na podstawie materiału źródłowego.
1. „Absolutnie obca” – 4:20
2. „Taka gra, piekło - niebo” – 4:09
3. „Siedem minut” – 4:36
4. „Owocówki” – 3:28
5. „Ja będę” – 3:24
6. „Facet@skrzydła.pl” – 4:14
7. „Tatuaże na sercu” – 4:53
8. „Twój znikający punkt” – 3:21
9. „Urwisko” – 3:29
10. „Jeśli sądzisz nie sądź” – 3:18
11. „Pomarańcze” – 4:18
12. „Ja obie” – 6:23